# Philip Henningsson
Philip Henningsson (* 14. Juni 1995 in Hörby) ist ein schwedischer Handballspieler.

## Karriere
Philip Henningsson begann das Handballspielen in seiner Geburtsstadt bei IK Lågan. Im Jahre 2011 schloss sich der Rückraumspieler IFK Ystad HK an. Im Sommer 2015 wechselte Henningsson zum schwedischen Erstligisten IFK Kristianstad, jedoch wurde er daraufhin für eine Saison an seinem alten Verein ausgeliehen. Mit Kristianstad gewann er 2017 und 2018 die schwedische Meisterschaft. In der Saison 2020/21 stand er beim deutschen Bundesligisten HSG Wetzlar unter Vertrag. Anschließend kehrte er zum IFK Kristianstad zurück. Mit Kristianstad gewann er 2023 sowohl die schwedische Meisterschaft als auch den schwedischen Pokal.
Henningsson gehört seit 2017 dem Kader der schwedischen Nationalmannschaft an. Mit Schweden zog er in das Finale der Europameisterschaft 2018 ein.